# Ahmed Bahaeddine Attia
Pour les articles homonymes, voir Attia.
Ahmed Bahaeddine Attia (arabe : أحمد بهاء الدين عطية), né le 26 mai 1945 à Sousse et mort le 10 août 2007 à Tunis, est un réalisateur et producteur tunisien.

## Biographie
Après des études de lettres à Paris, Ahmed Bahaeddine Attia décroche quelques années plus tard un diplôme de réalisation à Rome. Il devient assistant de 1968 à 1981 sur plusieurs films tels que Justine, Rome vend de nouveau César, La Fille du cheikh (Bent el cheikh), Les chacals du désert, Général ou encore Nous voilà.
Après la réalisation de quelques films dont certains de commande — Baba Aoussou, Villes ouvertes de Tunisie, La côte de corail ou La mémoire des mains — juge qu'il peut davantage donner et créer en tant que producteur. C'est ainsi qu'il abandonne la réalisation et fonde en 1983 sa société de production : Cinétéléfilms. Deux décennies durant, il produit une quarantaine de films répartis entre courts métrages (15), longs métrages (17), documentaires et séries pour le cinéma et la télévision. Il produit et coproduit aussi bien des films tunisiens que maghrébins, africains ou français.
Entamant sa carrière de producteur en 1986 avec L'Homme de cendres, premier film de Nouri Bouzid, il poursuit sa carrière avec Les Sabots en or, Bezness et Tunisiennes de Bouzid, Halfaouine, l'enfant des terrasses de Férid Boughedir. Par la suite, il produit La guerre du Golfe... et après ?, un film collectif de cinéastes arabes sur la guerre du Golfe, et Les Silences du palais de Moufida Tlatli. Il coproduit également Viva Carthago, première série de dessins animés en association avec des partenaires européens (France, Italie, Belgique, etc.) et arabes (Algérie, Maroc et Liban).
Outre la réalisation et la production, il dirige l'Association des cinéastes tunisiens. Il préside également la Chambre syndicale des producteurs, les Journées cinématographiques de Carthage en 1992 et 1994 de même que des jurys de plusieurs festivals internationaux (Namur, Mons, Istanbul, Saint-Sébastien, etc.). Il donne par ailleurs des conférences dans différentes écoles de cinéma en France dont La Fémis. Il s'active également au plan méditerranéen en tant que président de l'Association internationale de producteurs indépendants de Méditerranée, pour la promotion de l'audiovisuel méditerranéen et, au plan africain, en tant que membre de la Fédération panafricaine des cinéastes.
Mort à l'âge de 61 ans des suites d'un cancer dans une clinique de Tunis, il est inhumé le 11 août 2007 dans sa ville natale de Sousse.

## Films réalisés
- Baba Aoussou
- Villes ouvertes de Tunisie
- La côte de corail
- La mémoire des mains

## Films produits
- L'Homme de cendres réalisé par Nouri Bouzid
- Les Sabots en or réalisé par Nouri Bouzid
- Bezness réalisé par Nouri Bouzid
- Tunisiennes réalisé par Nouri Bouzid
- Halfaouine, l'enfant des terrasses réalisé par Férid Boughedir
- Les Silences du palais réalisé par Moufida Tlatli
- Lalla Hobby réalisé par Mohamed Abderrahman Tazi
- Passion réalisé par Mohamed Malas
- Po di sangui réalisé par Flora Gomes (Guinée-Bissau)
- Tiré à part réalisé par Bernard Rapp
- Madame Butterfly réalisé par Frédéric Mitterrand